# ヘンリー・チャールズ・オットー
ヘンリー・チャールズ・オットー（1807年 – 1876年3月26日）はイギリス海軍将校（Royal Navy）。19世紀半ばにスコットランド島嶼部の測量地図作成を指揮し、また、ロシアとの戦争中（1853-6）にバルト海の測量と作戦に関与し、さらに、1858年に最初の大西洋横断電信ケーブルの敷設測量を指揮した。

## 略伝

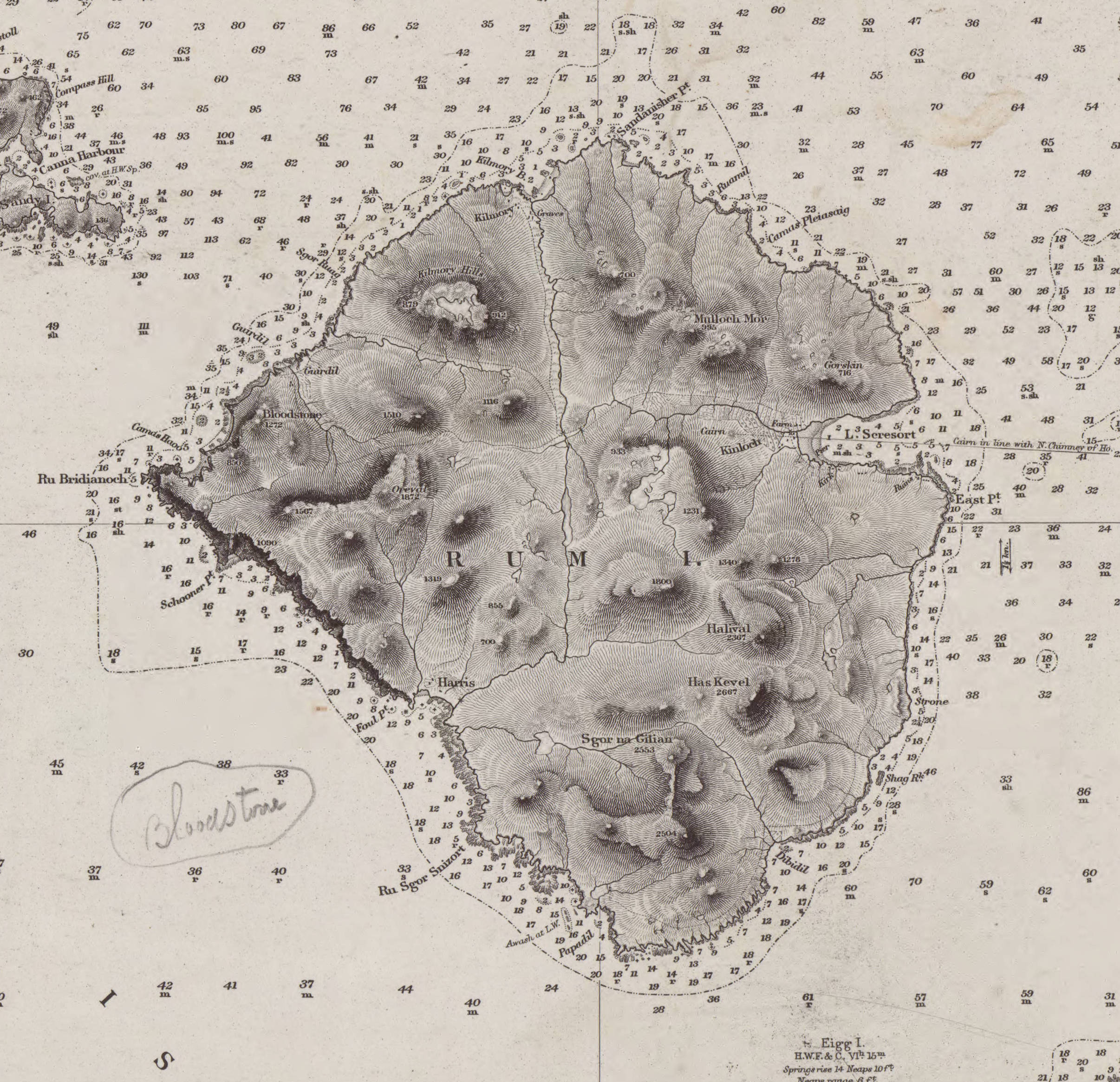
スモール諸島にあるラム島。1852年から64年にかけてのオットーとウッドの調査による。政府測量部がこの地域を地図測量する20年前のことだった

ヘンリー・オットーは1807年にダービーシャーで生まれた  。1822年1月にイギリス海軍に加わり、1828年に士官試験に合格し、海軍測量局（Hydrographic Office）に配属された。 
1832年、中尉に昇進するとともにイングランド北東海岸を測量するマイケル・スレイター中尉の副官に任命された。その後、測量はスコットランドに移り、1842年2月、スレーターが測量船から転落して亡くなってしまうと、オットーが代わって指揮した。20年間の月日を費やし、40枚を超える水域地図を完成させ、発行した   。
1842年11月、王立天文学会フェローとなり、1844年に測量船スパロー号、1847年に測量船エイボン号、1856年に測量船ポーキュパイン号に乗船し、スコットランド島嶼部をくまなく測量し地図を完成させた。陸軍の測量局（Ordnance Survey）はまだスコットランドを測量していなかったため、海軍測量局によるこの測量はヘブリディース諸島、オークニー諸島、シェットランド諸島を含む多くの島嶼部の最初の正確な地図をとなった 。

### バルト海測量

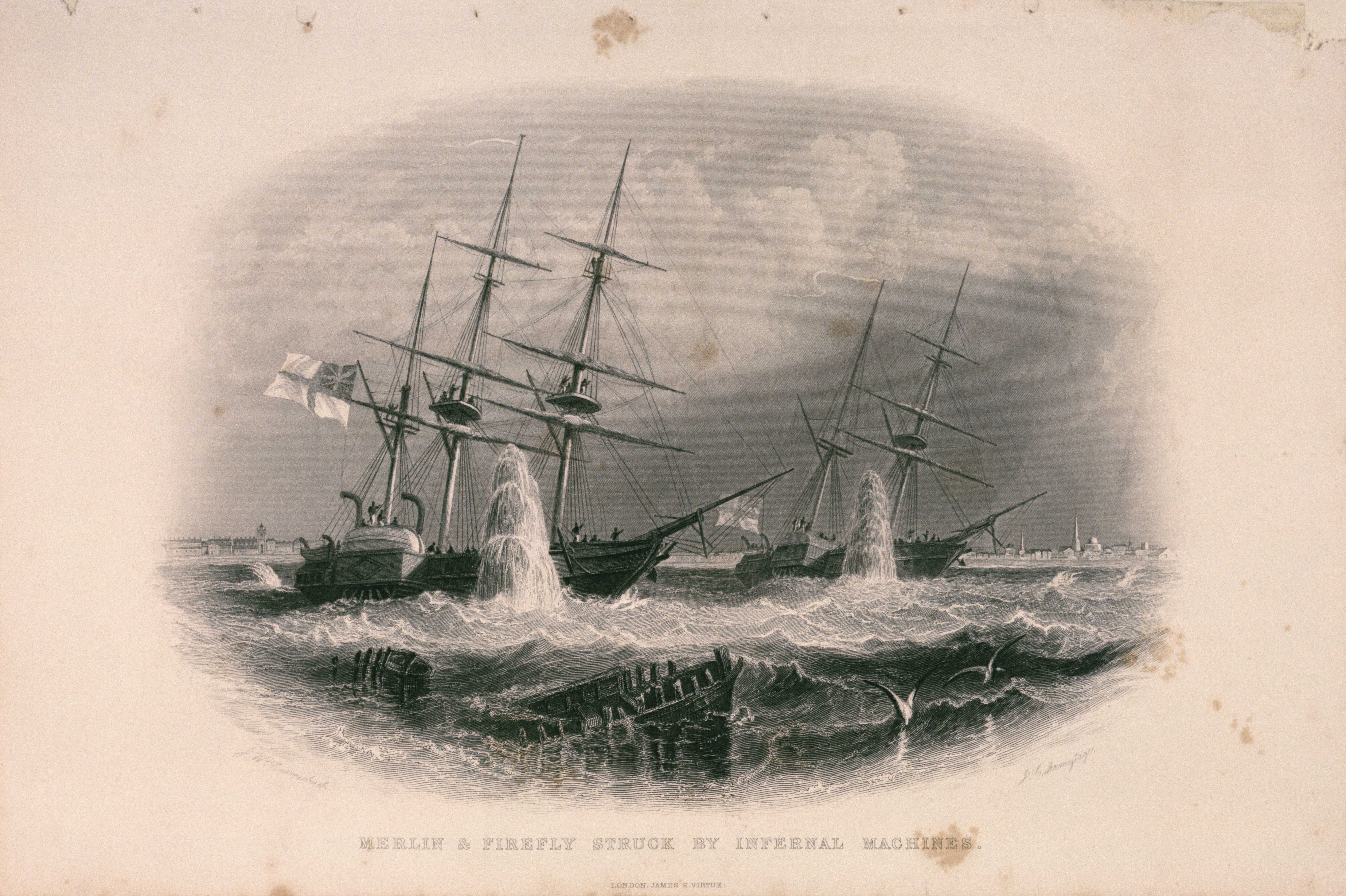
フィンランド湾の地雷に襲われた「ホタル」（左側に3本のマスト）と「マーリン」

ロシアとの戦争中、オットーは、イギリス海軍アルバン号艦隊の作戦を支援するために、バーソロミュー・スリバンの指揮の下でバルト海の測量と軍事作戦に参加した。最も成功した作戦は、1854年8月、フィンランド湾とボスニア湾がバルト海に合流する場所にあるボマルスンドの砦の占領と破壊だった。また、さまざまな島々の間の海域測量は、フランス軍とイギリス軍の上陸場所へ物資輸送を可能にする上で非常に重要だった  。オットーは1854年9月に海軍大佐に昇進し 、翌年、イギリス海軍ファイアーフライ号を指揮し、6月9日、クロンシュタットの要塞の近くを測量している時、同行していたファイアーフライ号とマーリン号は機雷（「地獄の機械」）に襲われた。両船ともに損傷により活動を停止しなければならなず  、これは海戦における機雷の最初の効果的使用例となった 。8月初旬、ファイアーフライ号はヴァサ近くの港と造船所のあるブランドンを爆撃し、弾薬庫を破壊し、いくつかの船と工廠を占領した 。

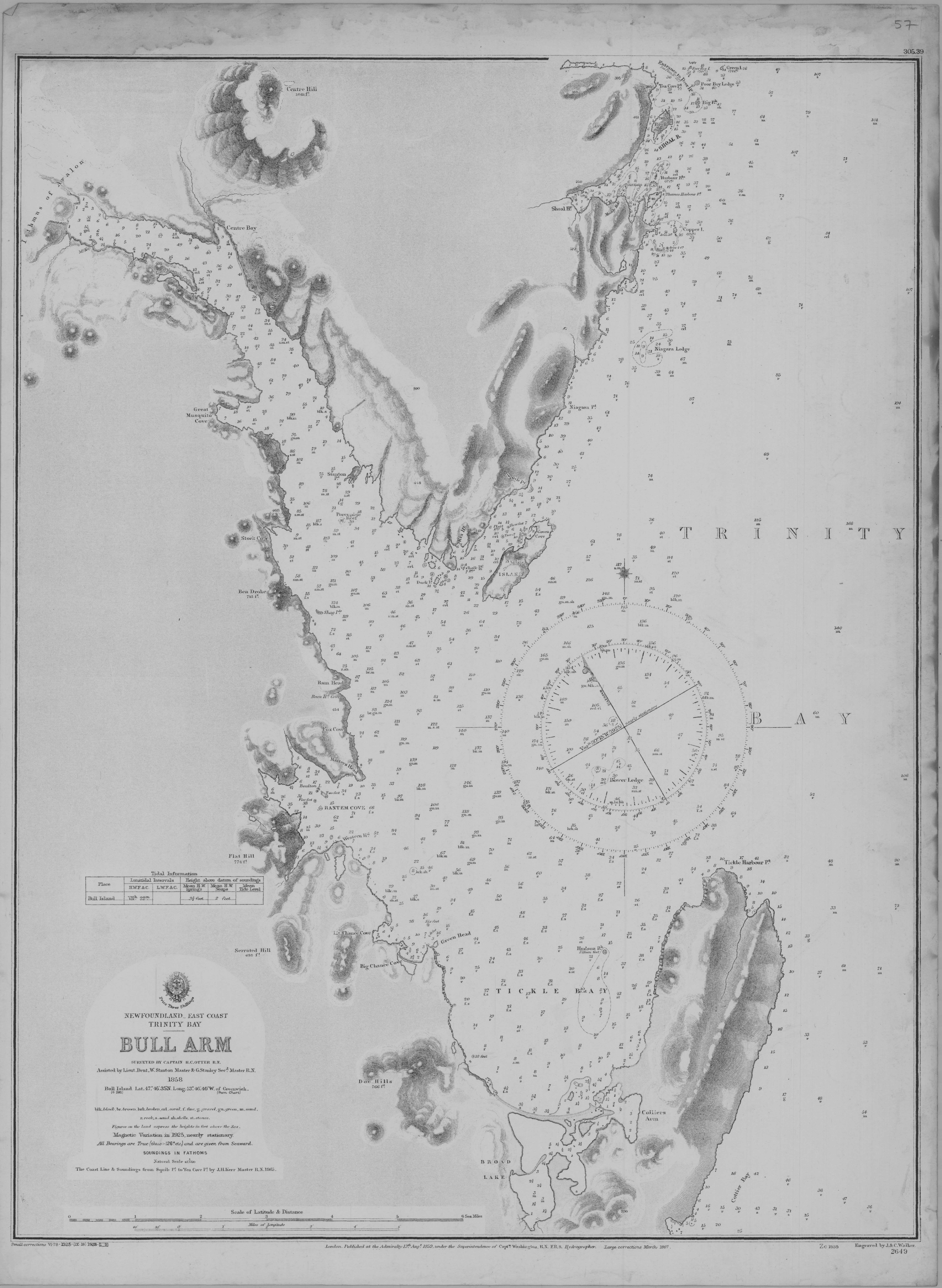
オットーが調査したブルアームの海軍本部海図

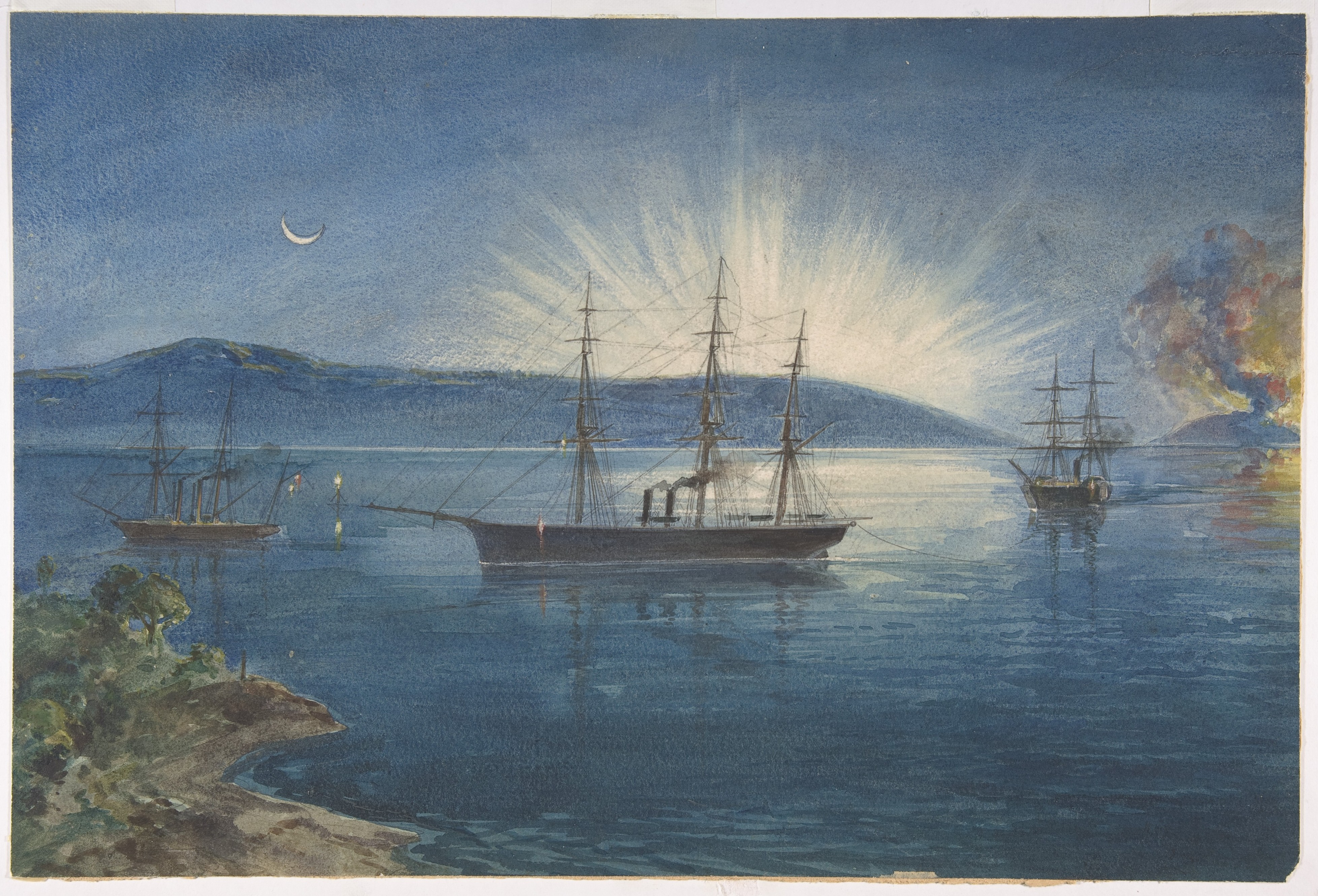
1858年8月5日にニューファンドランドにケーブル艦隊が到着したことを知らせるために、焚き火で丘を照らした。

### スコットランド島嶼部測量
1856年5月、イギリスに戻るとオットーは測量船ポーキュパイン号に乗りスコットランド測量を再開した  。この作業の過程で多くの巨石文化の遺跡が発見され、副官のフレデリック・トーマスは子細な分布報告書を作成した。もう一人の副官であったウィリアム･フレデリック･マックスウェルは後にイギリス海軍シルヴィア号に乗船し、日本海域の測量に当たった。また、この測量には、コリン・アレクサンダー・マクヴェイン、ウィリアム・チーズマン、ヘンリー・シャボーなどの契約技術者が参加しており、彼らはマックスウェルに誘われて明治政府の測地測量を指導することになる。

### 大西洋横断ケーブル敷設測量
スコットランド島嶼部測量の途中、1858年にオットーは測量船ポーキュパイン号を指揮して大西洋横断電信ケーブルの敷設測量を担当した。ブルアーム、トリニティ湾、ニューファンドランドの沿岸を測量し、ケーブル敷設船の安全航行を助けた  。すでに、トリニティ湾のケーブル駅とカナダおよび米国のネットワーク接続はすでに確立されており、この敷設工事の完了とともにロンドンとニューヨークの間で通信ができるようになった。しかし、数週間後、通信信号が弱まり、その後消えてしまった。ケーブルの絶縁が不十分であることが原因であった 。ケーブルは断絶してしまったが、敷設に問題はなく、プロジェクトの実用性が確立さた。技術の進歩により、1866年に再度ケーブル敷設が行われ、成功した   。
セントギルダ島救護活動他
1845年、オットーと妻のジェミマはスコットランドのオーバンのマナーハウスを購入した   。オットー夫妻は休暇中にセントキルダ島を訪れることが多く、ある年の冬に漁船が難破しているのを見つけた。オットーはその乗組員を救助するとともに、島民のために魚を本土で販売し、収益を彼らに返した。1860年10月、大嵐がセントキルダ島を襲ったとき、オットーは島民を助けるためにグラスゴーとスコットランド西部で救援基金を立ち上げ、それを島に届けた 。
オットーはヘブリディース諸島の小作民の生活困窮を目の当たりにし、海軍から退職すると夫妻で彼らの北米移民事業を支援した。イザベラ･バードはこの事業に賛同し、1860年代、オットー家にしばし滞在した。
オットーは1870年に海軍少将の階級で引退し、1876年にイギリスのハンプシャーで亡くなった。